# Club nautique

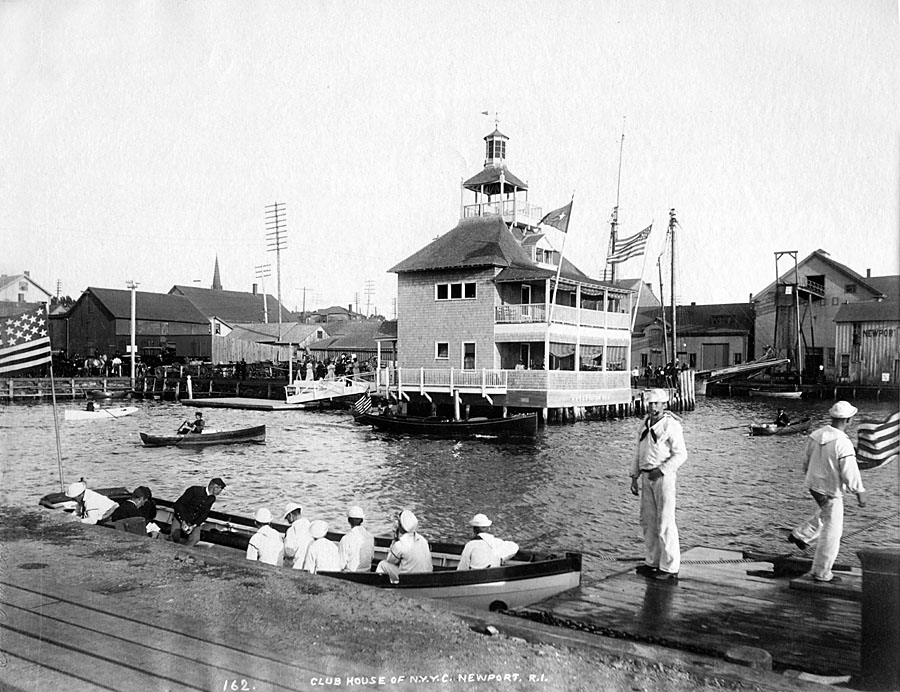
Un ponton et le clubhouse de Newport du New York Yacht Club, vers 1890.

Un club nautique, yacht club (en anglais) ou club de voile, est une organisation sociale structurée formée de gens pratiquant le nautisme à voile ou à moteur ou l'aviron. Ces clubs sportifs, généralement privés, sont gérés par leurs membres qui doivent payer des frais d'adhésion.
Bien que ces termes « club nautique », « yacht club » et « club de voile » tendent aujourd'hui à être synonymes, certaines différences historiques peuvent être remarquées concernant l'usage des bateaux et la sélection de leurs membres.

## Installations

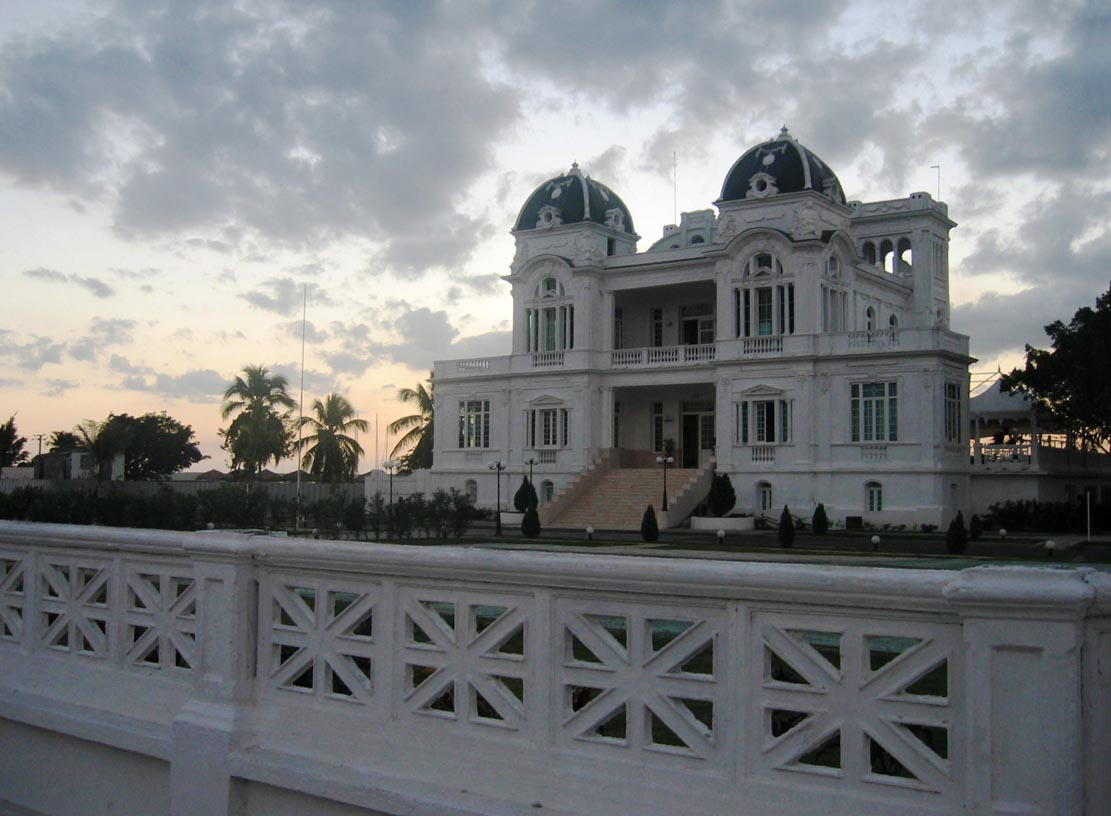
Le clubhouse du yacht club de Cienfuegos à Cuba.

Situé au bord en bord de mer ou parfois au bord d'un lac ou d'une rivière, un club nautique possède diverses installations pour subvenir aux besoins de ses membres, celles-ci variant selon la grosseur du club. La plupart des clubs possèdent une marina, des quais ou bouées d’amarrages pour les plus grands bateaux, ou une section de plage délimitée. Les infrastructures à terre incluent un périmètre réservé aux membres du club, notamment un endroit où entreposer l'équipement des marins. Parfois d'autres installations, comme des grues, des échelles et des ateliers, qui permettent d'effectuer des réparations de toutes sortes, de mettre le bateau en cale sèche, de poser ou enlever le mât, etc. 
Les grands clubs possèdent un bar ou un restaurant, dans un clubhouse (« chalet »), pour favoriser les activités sociales et raffermir les liens entre la communauté de marins, dans un cadre agréable et informel.

## Description
Organisés par leurs membres, ces clubs devinrent un lieu de promotion pour les sports de voile et la navigation de plaisance, ainsi qu'un lieu de rencontre pour la communauté des pratiquants. Les membres sont motivés par différentes affinités récréatives. Généralement, ces membres incluent des propriétaires de bateaux, aussi bien que des équipiers qui pratiquent la voile en équipe en course ou en plaisance. De même il appartient aux membres de définir les objectifs du club et les critères de sélection des membres. Par exemple, certains clubs acceptent les propriétaires de bateaux de course à moteur, alors que d'autres les excluent. Dans le but de concilier les affinités opposées, certains clubs sont divisés en deux sections ; une section voile et une section motonautisme. De même certains clubs incluent une école de voile, d'autres non.

### Yacht club
Historiquement, un yacht club tendaient à n'admettre comme membres que des propriétaires de yachts. Ce type de club était souvent extrêmement excluant, attirant dans son cercle l'aristocratie et les classes sociales supérieures, et se fermant aux propriétaires de petits bateaux. Par certains aspects sociaux, ces clubs fermés pouvaient être comparés aux Gentlemen's club.
Les yacht club étaient souvent connus par leur acronyme, par exemple le New York Yacht Club abrégé en NYYC ou le Kamini Yacht Club abrégé KYC. De nombreux yacht club parmi les plus célèbres, notamment le Yacht Club de France ou le Royal Yacht Squadron ont été établis sous un patronage royal ou bien ont obtenu le titre royal à un moment de leur histoire.

### Club de voile
Au contraire, un club de voile tendait à recruter ses membres parmi les propriétaires de petits bateaux (dériveurs). Les clubs de voile devinrent ainsi populaires à la fin du XIXe siècle, quand les petits bateaux commencèrent à être fabriqués à l'échelle industrielle. Les clubs de voile incluent très souvent une école de voile.

### Société de services
À l'inverse des clubs classiques, certains clubs sont dirigés comme des entreprises commerciales ou des sociétés de service. Ils sont généralement la propriété d'individus ou de sociétés qui fournissent un service et génèrent des profits financiers. De tels « clubs » sont souvent associés avec une marina ou un port particulier. Ses objectifs sont souvent similaires aux clubs de membres, avec la promotion des activités nautiques ou l'organisation de régates, mais l'aspect social est moins dominant.

## Organisation
Les grands clubs emploient généralement des salariés pour gérer l'intendance, l'administratif, le service du bar, la gestion des amarrages, les bureaux, etc. À l'inverse, dans les petits clubs les membres sont généralement tenus de participer aux activités de maintenance ou d'entretien de l'équipement et des locaux du club. 
Le contrôle et l'organisation du club est réalisé par des membres qui sont élus par les autres membres. Historiquement, dans les yacht clubs anglo-saxons, ces postes avaient des titres tels que Commodore (responsable du club), Sailing Secretary, Cruising Captain, Racing Captain, etc.

## Traditions

### Histoire
Les premiers yacht clubs apparaissent au XVIIIe siècle, principalement au Royaume-Uni, dans les pays Scandinaves et la Russie. Le Neva Yacht Club est fondé en 1718 par un décret du Tsar de Russie, mais c'est généralement le Royal Cork Yacht Club, fondé en Irlande en 1720 qui est considéré comme le précurseur ou premier yacht club du monde, avec le sens moderne de société d'amateurs. Des clubs anglais se créeront à partir des 1773, dont le célèbre Royal Yacht Squadron (1810).

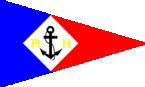
Guidon de la SRH

Selon Thierry Terret, les premières sociétés nautiques apparaissent en France à l'initiative de l'aristocratie et de la bourgeoisie maritime, et l'admission dans celles-ci reste très fermée. Le premier club est la Société des Régates du Havre (1838), qui fait suite aux régates organisées dès 1838. En Méditerranée, les premières régates sont organisées à Marseille dès 1846 (avec distinction entre pêcheurs et amateurs), avant la création du Cercle nautique (1861). Naviguant en Normandie, les Parisiens fondent la Société des régates parisiennes (1853) et le Cercle de la Voile de Paris (1858), puis le célèbre Yacht Club de France (1867) dont l'ambition est l'organisation à l'échelle nationale des régates.
Le premier club américain est le célèbre New York Yacht Club fondé en 1844.

### Guidon

Guidon du Royal Thames Yacht Club

Le guidon est le pavillon (drapeau) identifiant le club nautique par ses motifs et couleurs. Hérité des traditions de yacht club du XIXe siècle, le guidon est de forme généralement triangulaire. Il est arboré par les bateaux du club en mer et au mouillage, mais retiré durant la course. Traditionnellement, le guidon se hisse au grand mât, mais il peut parfois flotter sur un mat situé à la proue.
« Le 26 juillet 1864, par une forte brise du nord-est, un magnifique yacht évoluait à toute vapeur sur les flots du canal du nord. Le pavillon d’Angleterre battait à sa corne d’artimon ; à l’extrémité du grand mât, un guidon bleu portait les initiales E. G., brodées en or et surmontées d’une couronne ducale. Ce yacht se nommait le Duncan ; il appartenait à lord Glenarvan, l’un des seize pairs écossais qui siègent à la chambre haute, et le membre le plus distingué du « royal-thames-yacht-club », si célèbre dans tout le Royaume-Uni. »
— Jules Verne, Les Enfants du capitaine Grant, 1868

## Les faux yacht club

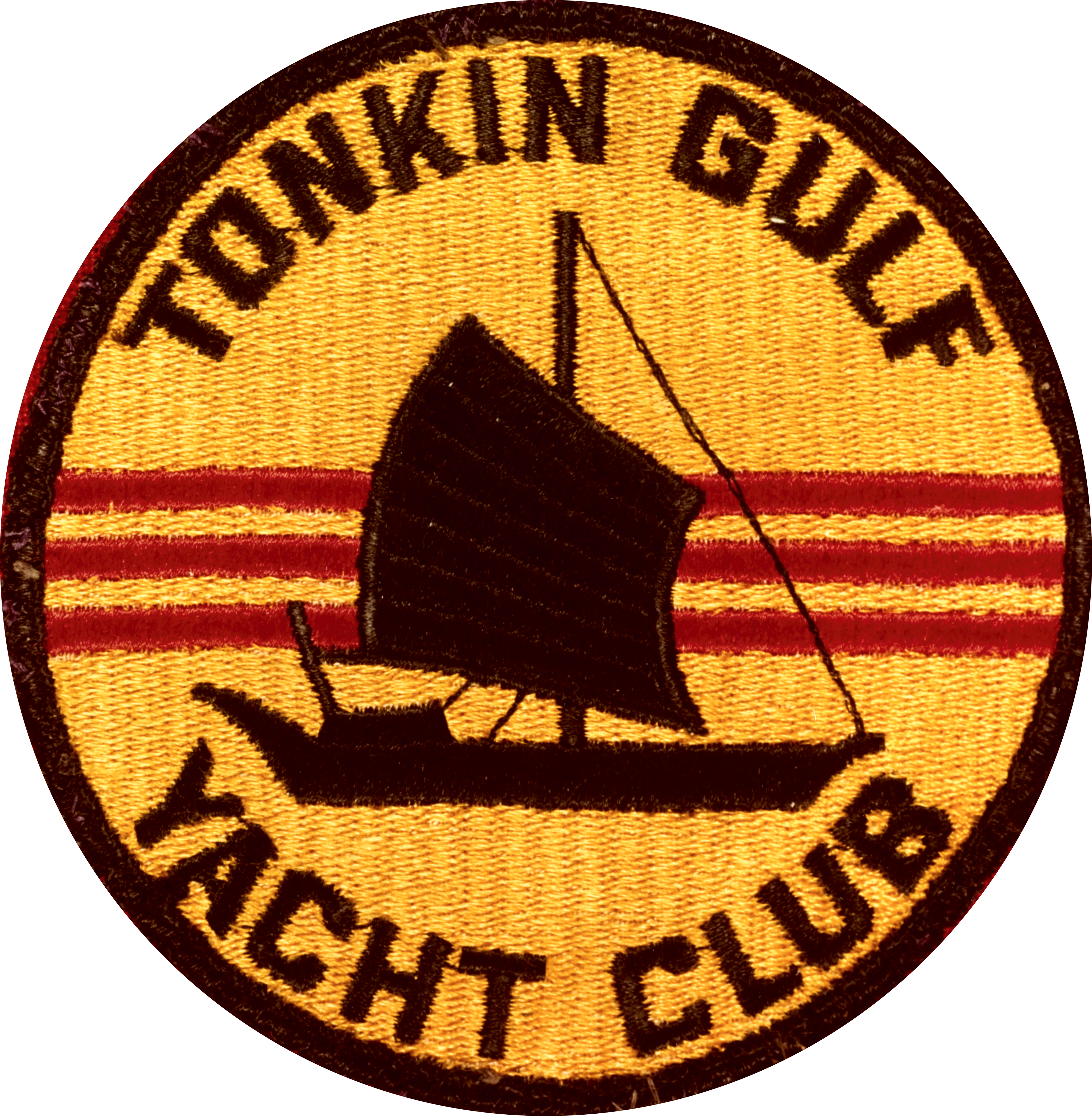
Badge du "Tonkin Gulf Yacht Club"

Les traditions et le prestige normalement associés avec les clubs nautiques ont été parfois subvertis par des entités ou compagnies qui se sont abusivement appropriées la dénomination « yacht club ». Pour exemples, le Bangkok Yacht Club est un complexe résidentiel à Bangkok, le Gowanus Yacht Club est une brasserie à New York. L'activité de ces faux clubs nautiques n'a rien à voir avec la navigation de leurs membres sur des yachts, même si parfois leur façade emploie un thème nautique, comme le Samui Yacht Club, qui est un village touristique sur l'île de Ko Samui.  
Le Tonkin Gulf Yacht Club était la désignation non officielle et populaire de la Septième flotte américaine pendant la guerre du Viêt Nam. L'appropriation du terme « yacht club » était ironique.